# Ed O'Brien
Edward John O'Brien, detto Ed (Oxford, 15 aprile 1968), è un musicista britannico, membro dei Radiohead.
Suona la chitarra, le percussioni, e spesso aiuta Thom Yorke nelle armonie vocali;  è conosciuto per la sua ampia collezione di effetti per chitarra, che sono importanti per la creazione del suono inconfondibile dei Radiohead. Sebbene nei primi album avesse principalmente il ruolo di chitarrista ritmico, la migrazione dei Radiohead al di là del rock alternativo spesso ha visto l'altro chitarrista del gruppo, Jonny Greenwood, essere chiamato a suonare la tastiera, il sintetizzatore modulare e l'Ondes Martenot, spostando così Ed al ruolo di chitarrista principale.

## Biografia
È un chitarrista autodidatta, ma ha preso lezioni di batteria ed è un abile batterista. È stato inizialmente invitato nel gruppo da Thom Yorke per la sua somiglianza con Morrissey.
Sebbene Ed scriva solo occasionalmente delle canzoni o il riff principale per una canzone, contribuisce aggiungendo le sue parti di chitarra ed i suoi vocalizzi alla musica che Thom e Jonny hanno arrangiato. Tra i suoi contributi compositivi più importanti ricordiamo Street Spirits (composta insieme a Greenwood) o l'introduzione di Go To Sleep.

## Lavori al di fuori dei Radiohead
Ha contribuito al progetto per la colonna sonora della serie drammatica Eureka Street sulla BBC prima di registrare Kid A. Durante le sessioni di registrazione di Kid A ed Amnesiac,  ha tenuto i suoi fans aggiornati con un diario aperto sul sito della band, fornendo uno sguardo in profondità a come questi album sperimentali sono stati registrati. La sua collaborazione più recente al di fuori dei Radiohead coinvolge un lavoro come chitarrista nell'album degli Asian Dub Foundation. Ha suonato in 1000 Mirrors (con Sinéad O'Connor), Blowback ed Enemy of the Enemy. Ha suonato anche con Neil Finn ed altri in Seven Worlds Collide.
Nel 2020 ha pubblicato il suo primo album da solista, Earth.

## Vita privata
È sposato con Susan ed ha un figlio, Salvador, che è nato nel gennaio del 2004.
È un fumatore di marijuana dichiarato (lo aiuta soprattutto contenere lo stress durante le tournée), ed è un sostenitore della campagna per la riclassificazione della cannabis. Malgrado la politica della band del "Nessuna droga durante le registrazioni", Ed ha detto di aver registrato Pablo Honey e The Bends sotto effetto di stupefacenti. Nel documentario Meeting People Is Easy, è stato visto rollare uno spinello, mentre ai Brit awards, nel 2001, Ed ha parlato apertamente riguardo al suo uso di funghi allucinogeni affermando di essere stato, insieme al bassista dei Radiohead Colin Greenwood, sotto l'effetto dei funghi durante la partecipazione ai Grammy awards del 2001.